# 成履泰
成履泰（？—？），字鲁瞻，山西文水人，清朝官員。

## 生平
成履泰為山西文西人，貢生出身，曾任寧化縣知縣。乾隆三十三年（1768年）四月調任臺灣府彰化縣知縣。乾隆四十三年（1778年）升任臺灣府淡水撫民同知，同年七月兼署臺灣府北路理番同知。乾隆四十六年（1781年）因「生番殺死二十八命案」被以「怠玩不職」革職留緝。